# CouchDB
CouchDB – rozwijany przez Fundację Apache wysokowydajny, nierelacyjny silnik baz danych napisany w języku Erlang zorientowany na dokumenty. Udostępniony został na zasadach licencji Apache License 2.0. Dostęp do systemu realizuje się za pomocą API korzystającego z mechanizmu REST.
Alternatywami dla systemu CouchDB są projekty Cassandra i MongoDB.